# Fort Kumasi

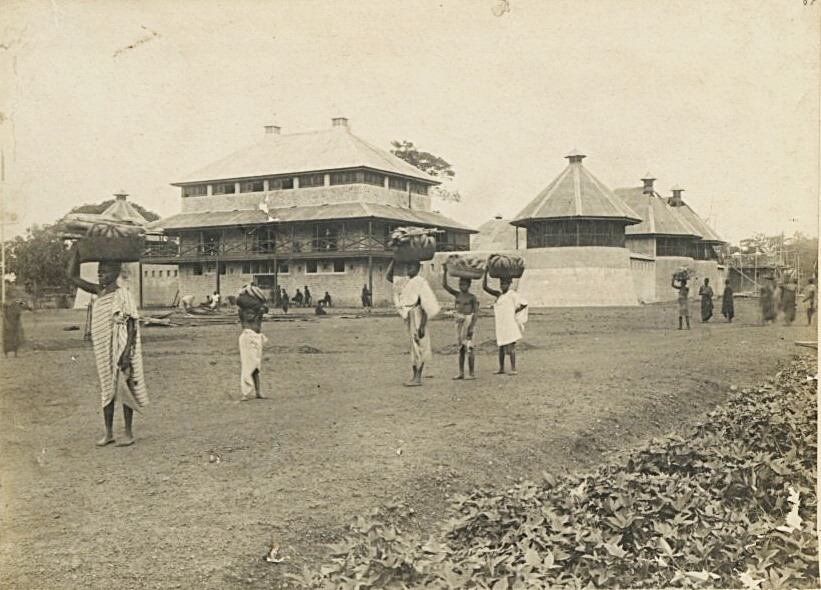
Fort Kumasi in den 1890er Jahren

Fort Kumasi war eine Befestigungsanlage in der Stadt Kumasi, der Hauptstadt der Aschanti-Region in Ghana. Die Geschichte des Forts ist eng mit dem Konflikt zwischen dem Aschanti-Königreich und den britischen Kolonialherren verwoben.

## Geschichte

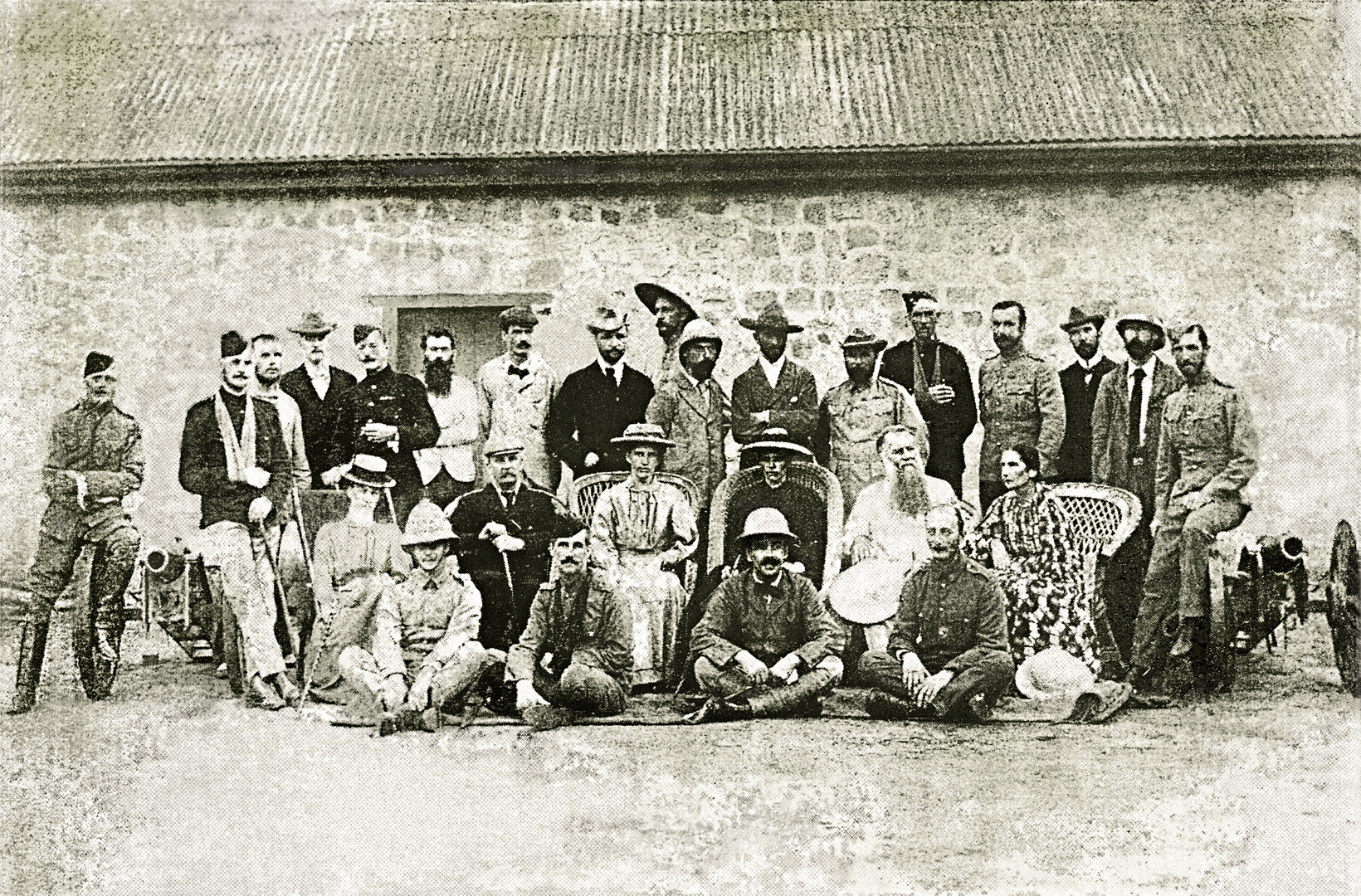
Besatzung im Jahr 1900

Die erste Festung an diesem Standort wurde 1820 vom Asantehene (König der Ashanti) Osei Tutu Kwamina errichtet. Der Herrscher wünschte sich eine Nachbildung der europäischen Forts an der Küste, insbesondere des Cape Coast Castle. Um dieses Ziel zu erreichen, ließ er Baumaterialien wie Granit und braune Erde von Cape Coast nach Kumasi transportieren.
Während der Anglo-Aschanti-Kriege wurde diese ursprüngliche Festung 1874 von britischen Truppen zerstört. Mehr als zwei Jahrzehnte später, im Jahr 1896, errichteten die Briten ein neues Fort, das als „Fort Kumasi“ bekannt wurde. Diese Neuerrichtung erfolgte nach dem britischen Sieg über die Aschanti und diente der Kontrolle der Aschanti-Region sowie der nördlichen Gebiete des heutigen Ghana.

## Architektur und Funktion
Das von den Briten erbaute Fort Kumasi wurde auf den Fundamenten des zerstörten Aschanti-Palastes errichtet. Es umfasste neben der eigentlichen Festung auch eine Residenz für den britischen Bezirkskommissar. Die Fertigstellung des Gebäudes erfolgte im Jahr 1897.

## Nutzung nach der Kolonialzeit

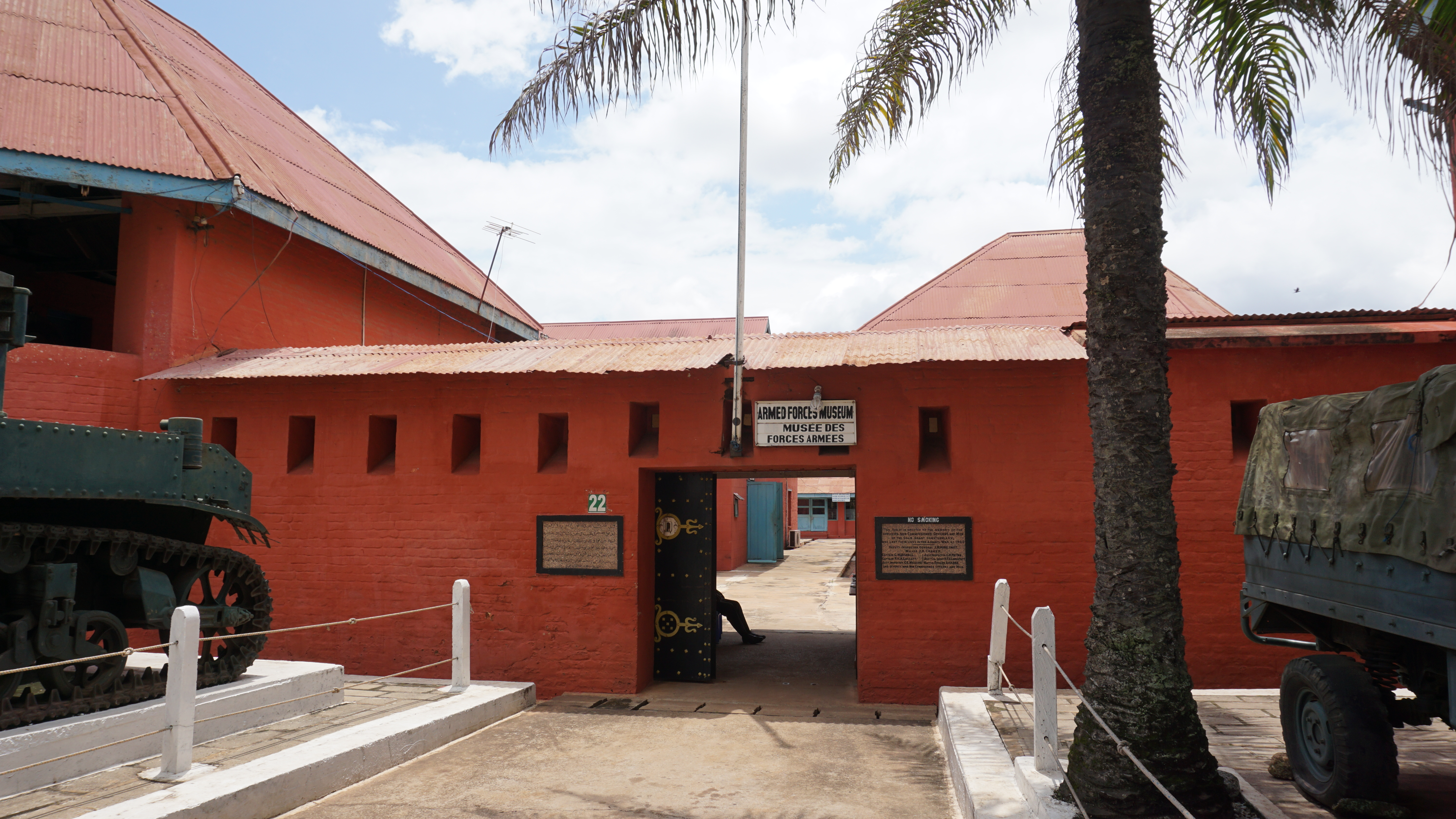
Eingang zum Militärmuseum

Nach dem Zweiten Weltkrieg beschloss die britische Kolonialregierung, einen Ort für die Aufbewahrung von Artefakten zu finden, die während des Ersten Weltkriegs (in Deutsch-Togo), des Zweiten Weltkriegs, des Abessinienfeldzugs und der Aschanti-Kriege verwendet oder erbeutet worden waren. Fort Kumasi wurde für diesen Zweck ausgewählt.
Heute beherbergt das Fort das Ghana Armed Forces Museum, eines der wenigen Militärmuseen in Afrika. Es umfasst neun Ausstellungshallen mit über zweitausend Artefakten. Eine besondere Abteilung, die Peace Keeping Hall, dokumentiert Ghanas Beteiligung an Friedensmissionen seit der Kongo-Krise im Jahr 1960.

## Bedeutung
Fort Kumasi steht symbolisch für den Übergang von der Herrschaft der Aschanti zur britischen Kolonialherrschaft und schließlich zur Unabhängigkeit Ghanas. Es verkörpert die komplexe Geschichte der Region und dient heute als wichtige Bildungseinrichtung, die die militärische Geschichte Ghanas von der Kolonialzeit bis zur Gegenwart präsentiert.